# Papà per una notte
Papà per una notte  è un film del 1939 diretto da Mario Bonnard.

## Trama
Luisa per sfuggire al matrimonio combinato dal padre con l'industriale Gambier dice di aver avuto un figlio dall'impiegato Agostino che ama ricambiata.
Il bimbo è invece figlio di una cantante di locali notturni che l'ha lasciato in custodia a Jacques, fratello di Luisa.

## Produzione
Il film fu prodotto dalla Scalera Film S.p.a.

## Distribuzione
Distribuito dalla Scalera Film S.p.a., il film uscì nelle sale cinematografiche italiane il 7 agosto 1939.